# Трибунал Великого княжества Литовского

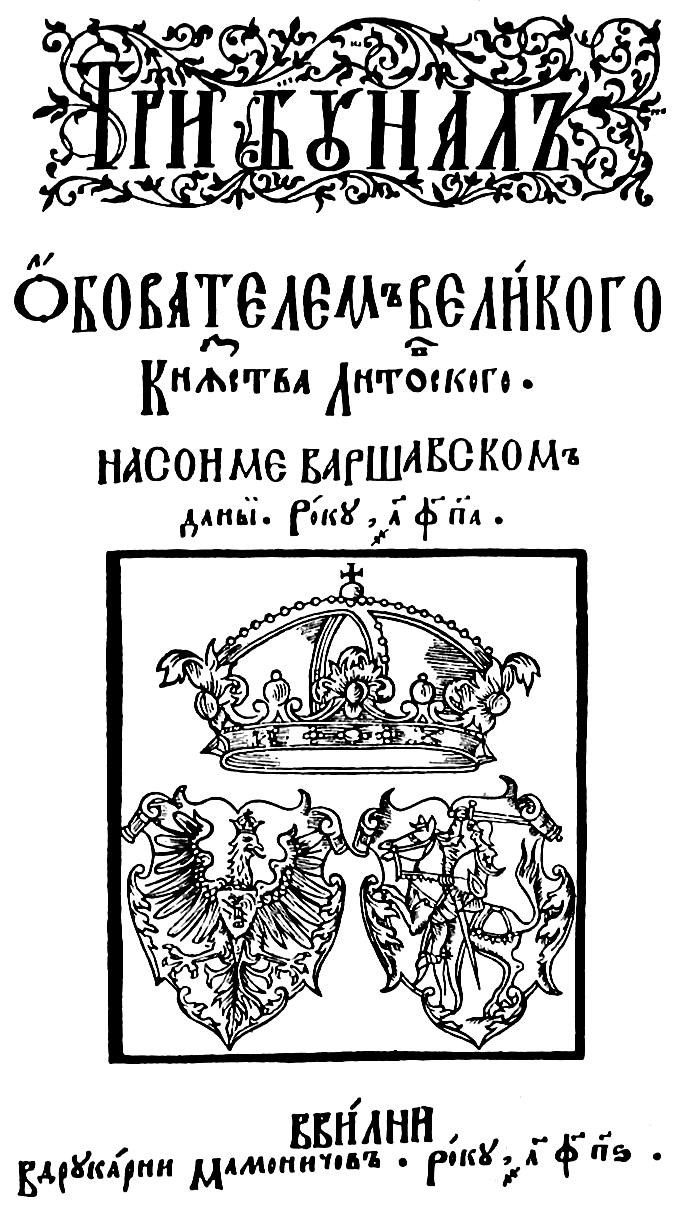
Трибунальская книга (Типография Мамоничей, 1586)

Трибунал Великого княжества Литовского — высший апелляционный суд в Великом княжестве Литовском.

## История
Организован в марте 1581, спустя три года после создания коронного трибунала, начал действовать в 1582 году. Состоял из 46 депутатов, избиравшихся на год из шляхты на поветовых сеймиках по 2 от повета (с 1588 избирались ещё 3 депутата от Жемайтского староства.
Рассматривал дела по апелляциям на решения земских, гродских и подкоморских судов, жалобы на решения поветовой власти. По первой инстанции рассматривал дела о ненадлежащем исполнении старостами или городскими чиновниками своих обязанностей при исполнении судопроизводства и дела духовных лиц. Постановления трибунала принимались большинством голосов. Дела решались на основании статутов Великого княжества Литовского, сеймовых конституций и обычного права.
Сессии трибунала проходили сначала в Вильне, Троках, Новогрудке и Минске, с 1688 один год в Вильне и Новогрудке, второй в Вильне и Минске. С 1764 часть трибунала заседала в Вильне, часть в Новогрудке или в Минске. С 1775 заседания проходили в Вильне и в гродненской Баториевке.
С 1726 года к трибуналу перешла часть функций трибунала скарбового Великого княжества Литовского. Функционировал до ликвидации Речи Посполитой. Архивы трибунала хранятся в Вильнюсе.